# Sonderaktion Krakau
Sonderaktion Krakau è il nome in codice di un'azione tedesca condotta contro l'Università di Cracovia e contro altri atenei della capitale polacca all'inizio della seconda guerra mondiale.
Fu svolta come parte del piano di sterminio dell'élite intellettuale polacca, anche chiamato AB-Aktion.
Il 6 novembre 1939 l'Obersturmbannführer delle SS Bruno Müller chiese a Tadeusz Lehr-Spławiński, allora rettore dell'Università, di tenere una lezione sulle idee di insegnamento della Germania. Il rettore acconsentì e invitò tutta l'università. Quando la gente arrivò alle 12:00, non si tenne nessuna lezione, ma gli insegnanti vennero imprigionati (183 persone, professori universitari) perché l'università stava operando senza il consenso della Germania. Essi vennero poi inviati al Campo di concentramento di Sachsenhausen e di Dachau. A causa della forte protesta internazionale (tra cui Benito Mussolini e il Vaticano), alcuni vennero liberati nel 1940, ma molti morirono quasi subito, a causa delle cattive condizioni di vita, come Antoni Meyer, Stanisław Estreicher, Michał Siedlecki, Kazimierz Kostanecki, Ignacy Chrzanowski.
Quelli che sopravvissero decisero di continuare a insegnare in segreto.